# Association of European Airlines
Die Association of European Airlines (kurz: AEA; englisch für ‚Verband europäischer Fluggesellschaften‘) war der Verband der europäischen Fluggesellschaften mit Sitz in Brüssel.

## Geschichte
Die Vorsitzenden der Fluggesellschaften Air France, KLM Royal Dutch Airlines, Sabena und Swissair gründeten 1953 den Verband als Air Research Bureau. Kurz darauf folgten die British European Airways (Vorläufergesellschaft der British Airways) und die SAS Scandinavian Airlines. Der Verband änderte 1973 seinen Namen in Association of European Airlines.
Im Streit um den Umgang mit der Konkurrenzsituation durch Fluggesellschaften aus dem arabischen Raum, insbesondere Emirates, Etihad Airways und Qatar Airways, traten im Frühjahr 2015 mehrere große Fluggesellschaften aus dem Verband aus, darunter Iberia, British Airways, Air Berlin und zuletzt Alitalia (alle mit Anteilseignern aus dem arabischen Raum).
Anfang Dezember 2016 stellte der Verband mit sofortiger Wirkung seine Tätigkeit ein und wurde gemäß Beschluss des Präsidialausschusses zum 31. Dezember 2016 aufgelöst, nicht zuletzt aufgrund des Streits um die Konkurrenz aus dem arabischen Raum und dem darauf folgenden Austritt mehrerer Mitglieder.

## Zweck
Ziel und Aufgabe war die Bereitstellung und Interpretation von Daten und Analysen zur Entwicklung des europäischen Luftverkehrs. Darüber hinaus auch die Kooperation im flugbetrieblichen Bereich. 

## Mitglieder
Der Verband zählte Anfang Dezember 2016, zum Zeitpunkt der Einstellung der Tätigkeit, 22 Fluggesellschaften:
| - Aegean Airlines - Air Baltic - Air France - Air Malta - Austrian Airlines - Brussels Airlines - Cargolux - Croatia Airlines | - DHL - Finnair - Icelandair - KLM - LOT Polish Airlines - Deutsche Lufthansa - Luxair - Scandinavian Airlines System | - Swiss - TAP Portugal - TAROM - TNT Airways - Turkish Airlines - Ukraine International Airlines |